# خلیج لوژین
خلیج لوژین (انگلیسی: Luzhin Bay) یک خلیج در استان ماگادان کشور روسیه است.